# Claudine West
Claudine West (* 16. Januar 1890 in Nottingham, England; † 11. April 1943 in Beverly Hills, Los Angeles; eigentlich Ivy Claudine Godber) war eine britische Drehbuchautorin.

## Leben
Claudine West stand ab 1929 bei MGM unter Vertrag, nachdem sie mit Hans Kraly Frederick Lonsdales Bühnenstück The Last of Mrs. Cheyney für die Leinwand adaptiert und zum ersten Mal mit Regisseur Sidney Franklin zusammengearbeitet hatte. In den darauffolgenden Jahren schrieb sie zusammen mit anderen Autoren weitere Drehbücher für Franklins Filme, darunter Der Weg im Dunkel (1935) mit Fredric March und Die gute Erde (1937) mit Paul Muni und Luise Rainer. 
Für ihre Mitarbeit am Skript von Auf Wiedersehen, Mr. Chips (1939) wurde sie erstmals für den Oscar nominiert. 1943 erhielt sie gleich zwei Oscar-Nominierungen in der Kategorie Bestes adaptiertes Drehbuch, zum einen für Mervyn LeRoys Filmdrama Gefundene Jahre (1942) mit Ronald Colman und Greer Garson und zum anderen für William Wylers Kriegsdrama Mrs. Miniver (1942) ebenfalls mit Garson. West erhielt schließlich die Trophäe für Mrs. Miniver zusammen mit George Froeschel, James Hilton und Arthur Wimperis. 
Claudine West starb 1943 im Alter von 53 Jahren in Beverly Hills, noch ehe Die weißen Klippen (1944), der letzte Film, an dem sie als Autorin beteiligt war, veröffentlicht wurde. Sie wurde im Forest Lawn Memorial Park in Glendale beigesetzt.

## Filmografie (Auswahl)
- 1929: The Last of Mrs. Cheyney – Regie: Sidney Franklin
- 1930: Jenny Lind (A Lady’s Morals) – Regie: Sidney Franklin
- 1931: The Guardsman – Regie: Sidney Franklin
- 1932: Liebesleid (Smilin’ Through) – Regie: Sidney Franklin
- 1932: Zahlungsaufschub (Payment Deferred) – Regie: Lothar Mendes
- 1932: The Son-Daughter – Regie: Clarence Brown
- 1933: Rendez-vous in Wien (Reunion in Vienna) – Regie: Sidney Franklin
- 1934: Der Tyrann (The Barretts of Wimpole Street) – Regie: Sidney Franklin
- 1935: Der Weg im Dunkel (The Dark Angel) – Regie: Sidney Franklin
- 1937: Die gute Erde (The Good Earth) – Regie: Sidney Franklin
- 1938: Marie-Antoinette (Marie Antoinette) – Regie: W. S. Van Dyke
- 1939: Auf Wiedersehen, Mr. Chips (Goodbye, Mr. Chips) – Regie: Sam Wood
- 1940: Tödlicher Sturm (The Mortal Storm) – Regie: Frank Borzage
- 1942: We Were Dancing – Regie: Robert Z. Leonard
- 1942: Mrs. Miniver – Regie: William Wyler
- 1942: Gefundene Jahre (Random Harvest) – Regie: Mervyn LeRoy
- 1943: Auf ewig und drei Tage (Forever and a Day) – Regie: u. a. René Clair, Edmund Goulding
- 1944: Die weißen Klippen (The White Cliffs of Dover) – Regie: Clarence Brown

## Auszeichnungen
- 1940: Oscar-Nominierung in der Kategorie Bestes adaptiertes Drehbuch zusammen mit Eric Maschwitz und R. C. Sherriff für Auf Wiedersehen, Mr. Chips
- 1943: Oscar in der Kategorie Bestes adaptiertes Drehbuch zusammen mit George Froeschel, Arthur Wimperis und James Hilton für Mrs. Miniver
- 1943: Oscar-Nominierung in der Kategorie Bestes adaptiertes Drehbuch zusammen mit George Froeschel und Arthur Wimperis für Gefundene Jahre